# Pseudahrensia aquimaris
Pseudahrensia aquimaris es una especie de bacteria gramnegativa y no móvil del género Pseudahrensia. Se ha aislado del agua del mar Amarillo, cerca de la península de Corea.